# Peter May (Unternehmensberater)
Peter May (* 12. Januar 1958 in Köln) ist ein deutscher Jurist und Unternehmensberater.

## Leben
May studierte von 1978 bis 1983 Rechtswissenschaften in Köln und München. Das erste juristische Staatsexamen legte er 1983 in Köln ab, das zweite 1988 in Stuttgart. 1991 promovierte er an der Universität Hohenheim zum Doktor der Wirtschaftswissenschaften. Von 2001 bis 2007 war er Professor für Betriebswirtschaftslehre mittelständischer Unternehmen an der Fachhochschule der Wirtschaft in Bergisch Gladbach und von 2008 bis 2009 Inhaber des Wild Group Chair of Family Business am International Institute for Management Development in Lausanne. Seit Anfang 2009 ist May Honorarprofessor an der WHU (Otto Beisheim School of Management) in Vallendar.
Nach einer Tätigkeit als juristischer Repetitor von 1983 bis 1985, arbeitete May in der Anwaltskanzlei Hennerkes Binz in Stuttgart. Von 1990 bis 1996 führte er als Vorsitzender der Geschäftsführung das elterliche Familienunternehmen, die May-Gruppe in Erftstadt.
Am 11. Dezember 2020 war er in der WDR-Sendung Lokalzeit Bonn zu Gast, um über den 100. Geburtstag des Gummibären von Haribo zu sprechen.

## Beruf
Als Anwalt erstritt May gemeinsam mit Brun-Hagen Hennerkes die Zulässigkeit der GmbH & Co. KGaA als Rechtsform für börsenwillige Familienunternehmen.

## Publikationen (Auswahl)
- Gelingendes Leben. Aphorismen für Lebens-Unternehmer, Murmann Verlag, 2019, ISBN 978-3-86774-638-0.
- mit Peter Bartels und Dominik von Au: f.cube: So sichern Sie die Zukunft Ihres Familienunternehmens, Haufe, 2019, ISBN 978-3-648-12566-3.
- Die Inhaberstrategie im Familienunternehmen. Eine Anleitung. Murmann Verlag, 2017, ISBN 978-3-86774-563-5.
- The Owner Strategy in a Family Business, Murmann Verlag, 2017, ISBN 978-3-86774-586-4.
- mit Peter Bartels (Hrsg.): Governance im Familienunternehmen: Das Handbuch für die erfolgreiche Führung von Familienunternehmen und Unternehmerfamilien. Bundesanzeiger Verlag, 2017, ISBN 978-3-8462-0707-9.
- mit Peter Bartels (Hrsg.): Nachfolge im Familienunternehmen: Das Handbuch für Unternehmerfamilien und ihre Begleiter, Bundesanzeiger Verlag, 2015, ISBN 978-3-8462-0546-4.
- mit Florian Langenscheidt (Hrsg.): Lexikon der deutschen Familienunternehmen, Gabal, 2014, ISBN 978-3-86936-530-5.
- mit Peter Bartels (Hrsg.): Der Beirat im Familienunternehmen: Mit dem Drei-Dimensionen-Modell zum professionellen Beirat, Bundesanzeiger Verlag, 2014, ISBN 978-3-8462-0243-2.
- mit Nikolaus Förster (Hrsg.): Vorbilder für Deutschland. Die erfolgreiche Welt der Familienunternehmer. Murmann Verlag, Hamburg 2013.
- mit F. Langenscheidt (Hrsg.): Handgemacht – Die schönsten Manufakturen Deutschlands. Eine Auswahl in Wort und Bild. Gabal Verlag GmbH, Offenbach 2012, ISBN 978-3-86936-349-3.
- Erfolgsmodell Familienunternehmen – Das Strategie-Buch. Murmann Verlag, Hamburg 2012, ISBN 978-3-86774-219-1.
- Der Unternehmer als Chef, Manager und Privatperson. Campus Verlag, Frankfurt 2006, ISBN 978-3-593-38115-2.
- mit O. W. Obermaier (Hrsg.): Good Governance im Familienunternehmen, Edition Familienunternehmen. INTES Akademie für Familienunternehmen, Bonn 2006.
- mit C. Sies (Hrsg.): Unternehmensnachfolge leicht gemacht – Tipps, Erfahrungsberichte und Checklisten für Unternehmer. Frankfurter Allgemeine Buch, Frankfurt 2000.
- Die Sicherung des Familieneinflusses auf die Führung der börsengehandelten Aktiengesellschaft. Verlag Dr. Otto Schmidt, Köln 1992.